# Powszechne Domy Towarowe

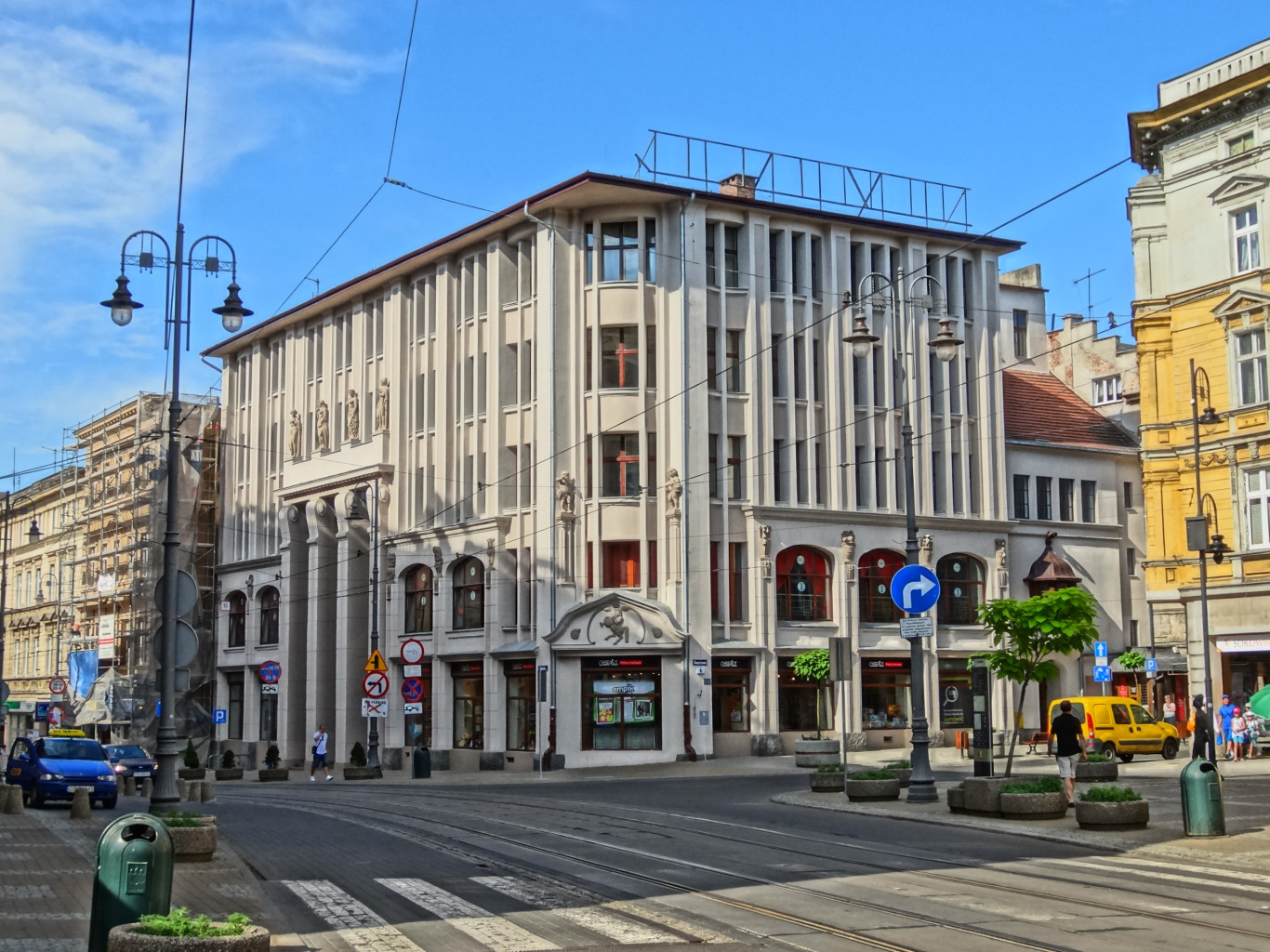
Zabytkowy budynek PDT Jedynak w Bydgoszczy, wzniesiony w latach 1910–1911

Powszechne Domy Towarowe (PDT, PeDeTe, Pedet) – polskie przedsiębiorstwo państwowe założone w 1947, operator własnej sieci domów towarowych, od 1993 jednoosobowa spółka Skarbu Państwa Domy Towarowe „Centrum” (DT „Centrum”); w 1998 pakiet kontrolny akcji DT „Centrum” został sprzedany konsorcjum Handlowy Investments Centrum (HIC).

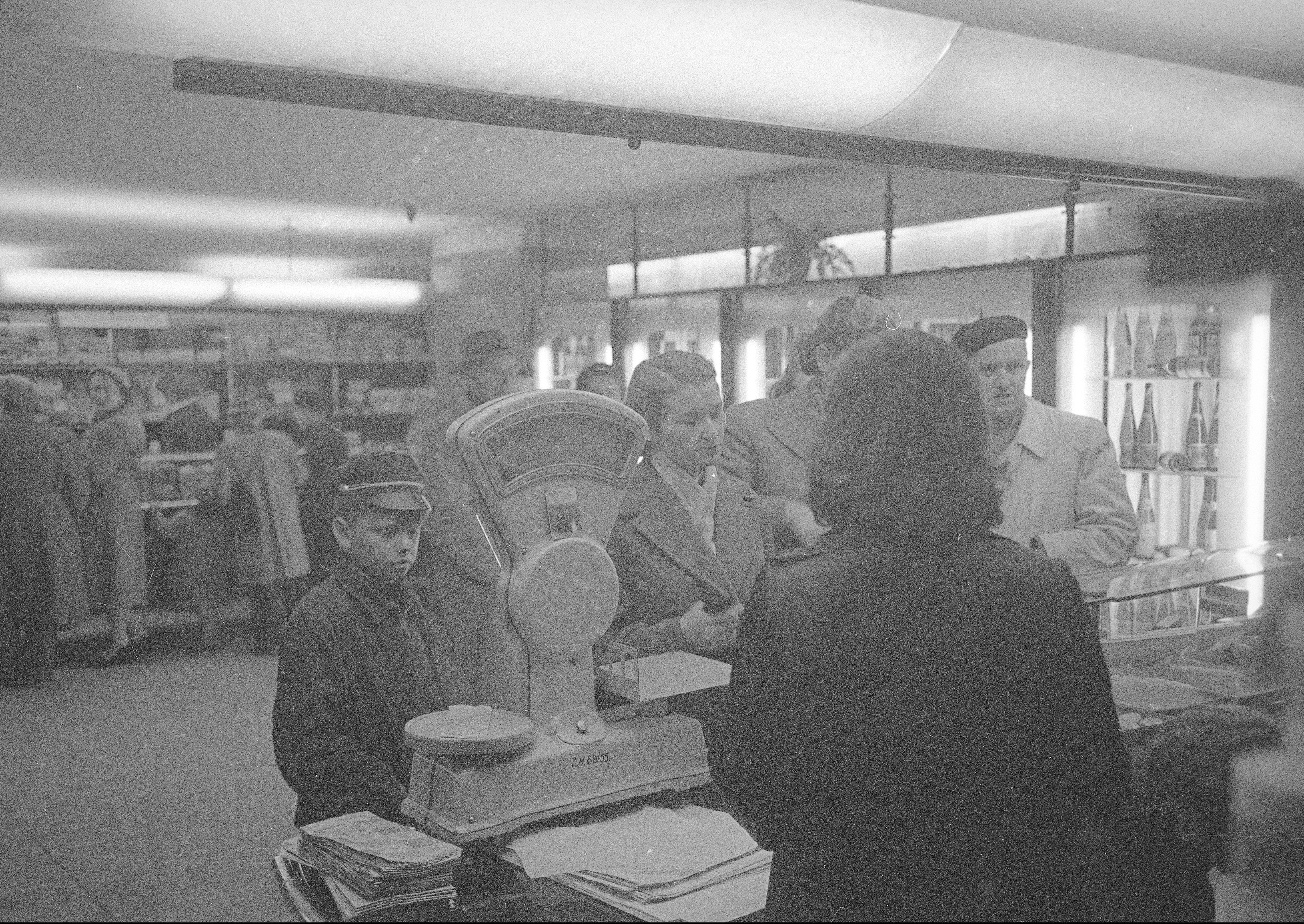
Wnętrze, obsługa stoiska spożywczego, Powszechny Dom Towarowy w Warszawie przy ulicy Jagiellońskiej

## Historia
Po zakończeniu II wojny światowej w Polsce zaczęła się odradzać gospodarka wolnorynkowa. W latach 1945–1948 komuniści przystąpili do przekształcenia gospodarki w całkowicie scentralizowaną. Działania te rozpoczęto od przejmowania majątków, fabryk, a później zajęto się handlem.
2 czerwca 1947 roku uchwalono trzy ustawy stanowiące podstawę prawną do walki z odradzającym się kapitalizmem: w sprawie zwalczania drożyzny i nadmiernych zysków w obrocie handlowym, o obywatelskich komisjach podatkowych i lustratorach społecznych oraz o zezwoleniach na prowadzenie przedsiębiorstw handlowych i budowlanych. Powołano Biuro Cen ustalające marże i ceny maksymalne na produkty przemysłowe, a także Komisję Specjalną do Walki z Nadużyciami i Szkodnictwem Gospodarczym. Ostatecznie handel detaliczny miały przejąć Powszechne Domy Towarowe (PDT).
13 sierpnia 1947 otwarto pierwszy w stolicy Powszechny Dom Towarowy na Żoliborzu. W pierwszych dniach po otwarciu sklep odwiedziło 1500 klientów, co w tym czasie było dużą liczbą.
29 listopada 1947 roku ukazało się Zarządzenie Ministra Przemysłu i Handlu o utworzeniu przedsiębiorstwa „Powszechne Domy Towarowe – przedsiębiorstwo państwowe wyodrębnione” z siedzibą w Warszawie. Przedsiębiorstwo podlegało Ministrowi Przemysłu i Handlu, a przedmiotem jego działalności było prowadzenie handlu detalicznego w domach towarowych i filiach.
W trakcie restrukturyzacji gospodarki przekształceniom uległy także spółdzielnie – w miastach spółdzielniami zarządzała Centrala Spółdzielni Spożywców „Społem”, we wsiach Centrala Rolniczych Spółdzielni „Samopomoc Chłopska”, a całością działalności kierował Centralny Związek Spółdzielczy. Faktycznie państwo kontrolowało rynek hurtowy w prawie 100 procentach, a detaliczny w prawie 40. W rezultacie w latach 1947–1949 liczba sklepów detalicznych spadła niemal o połowę, co spowodowało znaczne problemy z zaopatrzeniem ludności.
W 1949 działalność PDT rozszerzono o możliwość prowadzenia placówek gastronomicznych zbiorowego żywienia.
W okresie późniejszym nazwę Powszechne Domy Towarowe zamieniono na Państwowe Domy Towarowe. W okresie przemian ustrojowych w Polsce po roku 1989 dokonano przekształcenia PDT w spółki prawa handlowego.
W 1993 udostępniono akcje Domów Towarowych Centrum S.A. W 1998 roku powstała spółka Galeria Centrum, która przejęła akcje pochodzące z prywatyzacji Domów Towarowych Centrum (spółki państwowej, powstałej z przedsiębiorstwa Państwowe Domy Towarowe). Spółka ta w 2009 upadła na skutek utraty płynności finansowej i została zlikwidowana.